# Port Pirie
Port Pirie is een havenstad in de Australische deelstaat Zuid-Australië en ligt ongeveer 224 km ten noorden van Adelaide aan het oostzijde van de Spencergolf. Met zijn 17.333 inwoners (in 2019) is het de zesde stad van de deelstaat Zuid-Australië, na Adelaide, Mount Gambier, Whyalla, Murray Bridge en Port Augusta. De grootste werkgever is een grote lood smeltoven, uitgebaat door het Belgische Nyrstar.

## Geschiedenis
Voor de Europeanen zich hier vestigden, werd deze plek bewoond door de inheemse stam Nukunu. De plaats werd Tarparrie genoemd, waarvan wordt aangenomen dat het "modderbeek" betekent. Als eerste Europeaan zag Matthew Flinders deze plek in 1802 vanaf de boot waarmee hij de Spencergolf verkende. De eerste ontdekking over land staat op naam van ontdekkingsreiziger Edward Eyre toen hij de gebieden rondom Port Augusta verkende. John Horrocks ontdekte voorts een pas door de Flinders Ranges naar de kust; deze pas wordt nu Horrocks Pass genoemd.
Toen de stad in 1845 werd gesticht, werd hij in eerste instantie Samuel's Creek genoemd, naar de ontdekker van Muddy Creek: Samuel Germein. In 1846 veranderde gouverneur Robe de naam in Port Pirie Creek naar het schip John Pirie, het eerste vaartuig dat de kreek bevoer. In 1848 kochten Matthew Smith en Emanuel Solomon 34 hectare grond waar ze de stad bouwden die nu bekendstaat als Port Pirie.
Landmeter Charles Hope Harris bracht de stad in december 1871 in kaart. De straten, die evenwijdig aan dan wel loodrecht op de rivier lopen, werden vernoemd naar familieleden van het Hoofd Landmeting van Zuid-Australië, George Goyder. In 1873 werd het stuk land van Smith en Solomon opnieuw opgemeten, en Solomontown genoemd. Op 28 september 1876 werd Port Pirie officieel een gemeente, met een bevolking van 947.
De stad heeft de grootste smeltoven voor lood ter wereld, uitgebaat door Nyrstar – de oven verwerkt ook de metalen zilver, zink, koper en goud. Er zijn zo'n 700 personen aan het werk. De smelter werd gebouwd in 1889. In 1934 was deze dermate gegroeid dat het 's werelds grootste loodsmelter was geworden. Het bedrijf Broken Hill Associated Smelters, gesticht in 1915, verwerkte er lood- en zinkerts uit Broken Hill.
In 1953 werd Port Pirie tot 'stad' verklaard, als eerste in de deelstaat Zuid-Australië, en heden ten dage is het de op een na grootste haven van deze deelstaat. Het heeft een elegante hoofdstraat en enkele interessante of ongewone historische gebouwen.

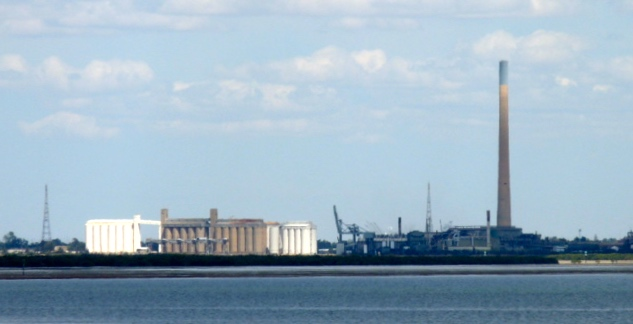
De loodsmelter en graansilo's van Port Pirie
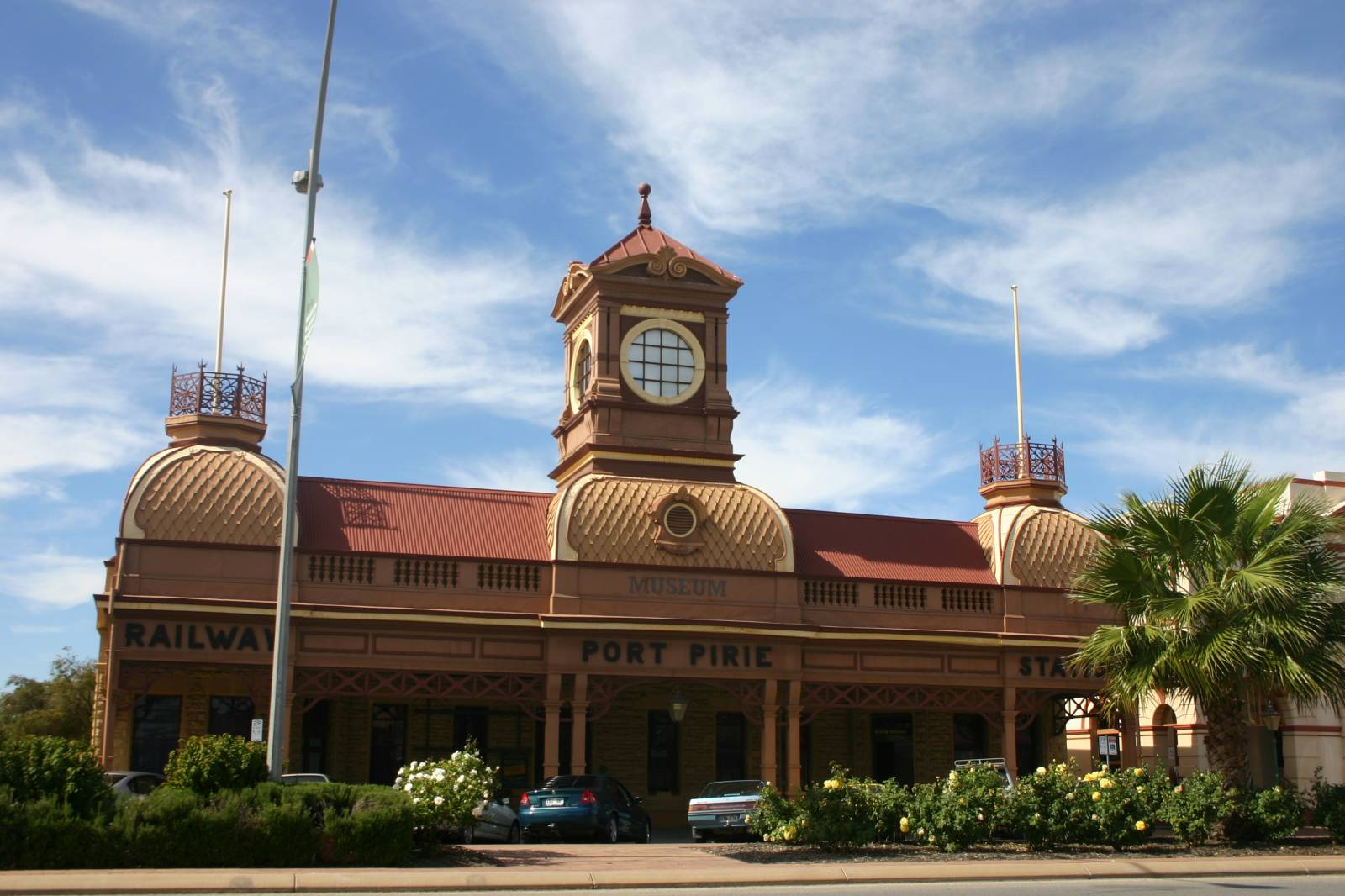
Het voormalige treinstation van Port Pirie, thans museum

## Sport
Sinds 1991 organiseert de International Tennis Federation hier jaarlijks, in oktober of november, een vrouwentennistoernooi dat wordt gespeeld op hardcourt. Om het prijzengeld van 25.000 dollar wordt gestreden door 32 deelnemers in het enkelspel plus 16 koppels in het dubbelspel. De deelnemers zijn overwegend afkomstig uit Australië.

## Geboren
- John Noble (1948), acteur

Adelaide (hoofdstad) · Mount Gambier · Murray Bridge · Port Augusta · Port Lincoln · Port Pirie · Whyalla